# Minervarya

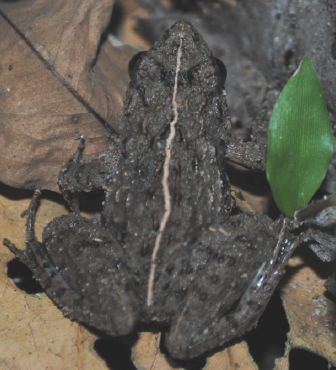
M. nepalensis

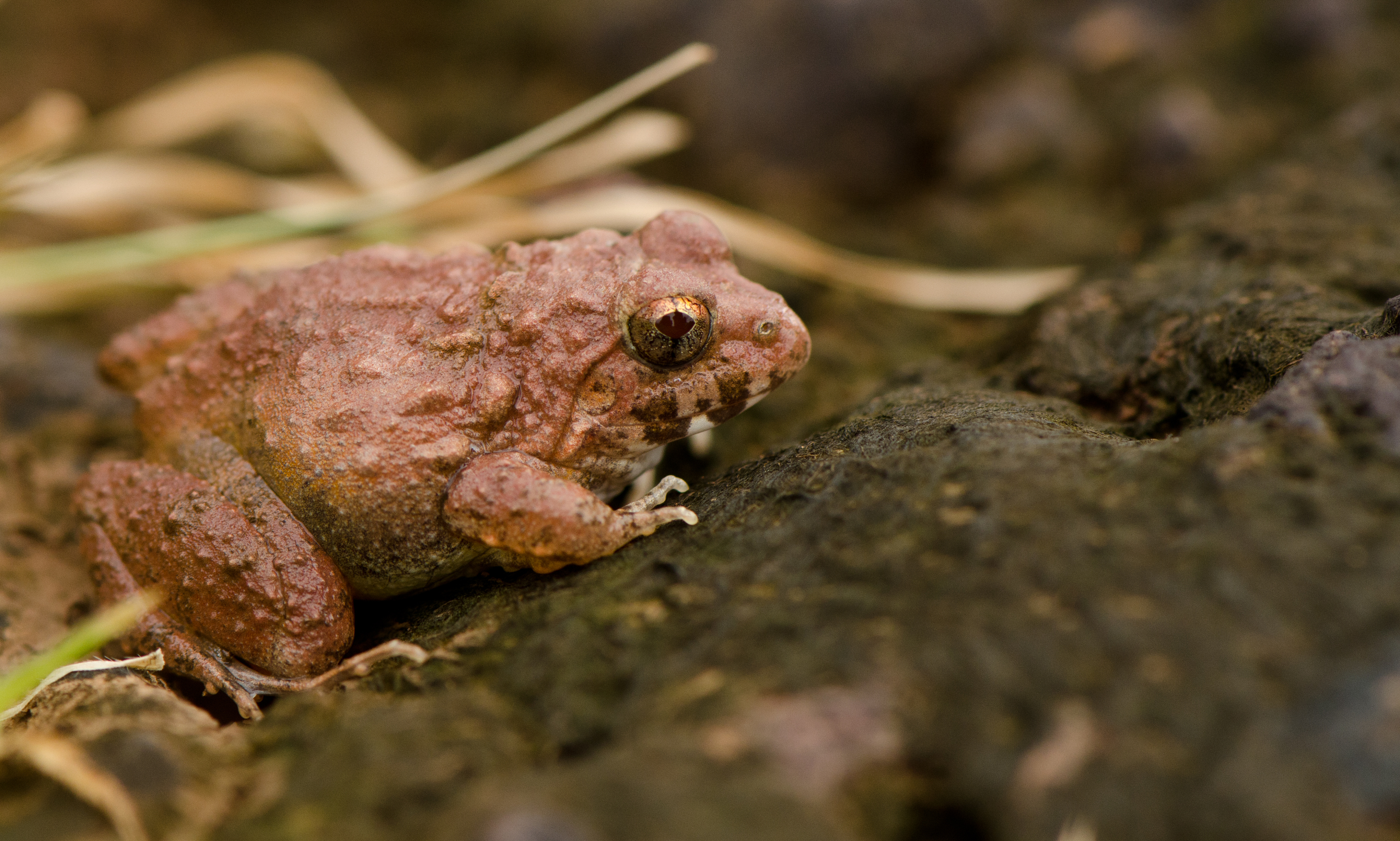
M. rufescens

Minervarya – rodzaj płazów bezogonowych z podrodziny Dicroglossinae w rodzinie Dicroglossidae.

## Rozmieszczenie geograficzne
Rodzaj obejmuje gatunki występujące we wschodnich Indiach i na Andamanach, w Nepalu, Bangladeszu i prowincji Chiang Mai w Tajlandii; prawdopodobnie wkraczają do Mjanmy.

## Opis
Do rodzaju tego należą małe żaby o nieco zaokrąglonym lub niezbyt spiczastym pyszczku. Cechują je małe golenie, szczątkowe siateczkowanie stóp i stosunkowo małe tympanum.

## Taksonomia i systematyka

### Taksonomia
Rodzaj Zakerana został wprowadzony w 2011 roku przez Mohammada Sajida Alego Howladera. Nowo utworzony został poprzez wydzielenie części gatunków z rodzaju Fejervarya. Już wielu wcześniejszych autorów zauważało w obrębie dwie osobne grupy: południowoazjatycką i południowo-wschodnioazjatycką, jednak żaden z nich nie przedstawił porównania morfologicznego obu z nich.
Bazując na kladogramie opublikowanym przez Frosta i współpracowników, określić można pozycję rodzaju Zakerana, jako grupy siostrzanej dla kladu obejmującego rodzaje Nannophrys, Euphlyctis i Hoplobatrachus. Te trzy rodzajami wraz z Zakerana stanowią grupę siostrzaną dla Sphaerotheca, a ta wraz z nimi dla Fejervarya. Inny rezultat dała analiza filogenetyczna przez Dinesha i współpracowników (2015), z której wynika bliższe pokrewieństwo gatunków zaliczanych do rodzaju Zakerana z gatunkami zaliczanymi do rodzaju Fejervarya niż z przedstawicielami rodzajów Euphlyctis, Hoplobatrachus i Sphaerotheca.
Z analizy filogenetycznej przeprowadzonej przez Dinesha i współpracowników (2015) wynika, że wyżej wymienione gatunki nie tworzą kladu, do którego nie należałby również gatunek Minervarya sahyadris. W ocenie autorów jeśli przyjąć, że żyjące na subkontynencie indyjskim gatunki tradycyjnie zaliczane do rodzaju Fejervarya istotnie należą do rodzaju odrębnego od Fejervarya, to właściwą nazwą dla tego rodzaju byłaby Minervarya Dubois, Ohler i Biju (2001), jako starsza od Zakerana. W ocenie autorów różnice anatomiczne między płazami z Południowej i Południowo-Wschodniej Azji nie są jednak na tyle istotne, by uzasadniały ich zaliczanie do osobnych rodzajów; autorzy uznali Minervarya i Zakerana za młodsze synonimy rodzaju Fejervarya. Jednak badania Sancheza i współpracowników przeprowadzone w 2018 roku dostarczyły dowodów na odrębność Fejervarya i Minervarya. Takson siostrzany dla Fejervarya.

### Etymologia
- Minervarya: łac. minimus „najmniejszy”, forma wyższa od parvus „mały”; Minerwa (łac. Minerva) w mitologii rzymskiej pierwotnie bogini sztuki i rzemiosła (utożsamiana z grecką boginią Ateną); rodzaj Fejervarya Bolkay, 1915[11].
- Zakerana: Kazi Zaker Husain (1930/1931–2011), banglijski zoolog; łac. rana „żaba”[3]. Gatunek typowy: Rana limnocharis syhadrensis Annandale, 1919.

### Podział systematyczny
Do rodzaju należą następujące gatunki:

- Minervarya agricola (Jerdon, 1853)
- Minervarya andamanensis (Stoliczka, 1870)
- Minervarya asmati (Howlader, 2011)
- Minervarya brevipalmata (Peters, 1871)
- Minervarya cepfi (Garg & Biju, 2017)
- Minervarya charlesdarwini (Das, 1998)
- Minervarya chiangmaiensis (Suwannapoom, Yuan, Poyarkov, Yan, Kamtaeja, Murphy & Che, 2016)
- Minervarya chilapata Ohler, Deuti, Grosjean, Paul, Ayyaswamy, Ahmed & Dutta, 2009
- Minervarya ghatiborealis Yadav, Bhosale, Patil, Khandekar & Dinesh, 2025
- Minervarya goemchi (Dinesh, Kulkarni, Swamy & Deepak, 2018)
- Minervarya gomantaki (Dinesh, Vijayakumar, Channakeshavamurthy, Torsekar, Kulkarni & Shanker, 2015)
- Minervarya greenii (Boulenger, 1905)
- Minervarya kadar (Garg and Biju, 2017)
- Minervarya kalinga (Raj, Dinesh, Das, Dutta, Kar & Mohapatra, 2018)
- Minervarya keralensis (Dubois, 1981)
- Minervarya kirtisinghei (Manamendra-Arachchi & Gabadage, 1996)
- Minervarya krishnan (Raj, Dinesh, Das, Dutta, Kar & Mohapatra, 2018)
- Minervarya manoharani (Garg & Biju, 2017)
- Minervarya marathi (Phuge, Dinesh, Andhale, Bhakare & Pandit, 2019)
- Minervarya muangkanensis (Suwannapoom, Yuan, Jiang, Yan, Gao & Che, 2017)
- Minervarya mysorensis (Rao, 1922)
- Minervarya neilcoxi (Garg & Biju, 2017)
- Minervarya nepalensis (Dubois, 1975)
- Minervarya nicobariensis (Stoliczka, 1870)
- Minervarya nilagirica (Jerdon, 1853)
- Minervarya pentali Garg & Biju, 2021
- Minervarya pierrei (Dubois, 1975)
- Minervarya rufescens (Jerdon, 1853)
- Minervarya sahyadris Dubois, Ohler & Biju, 2001
- Minervarya sengupti (Purkayastha & Matsui, 2012)
- Minervarya syhadrensis (Annandale, 1919)
- Minervarya teraiensis (Dubois, 1984)